# Amor i fara
Amor i fara (danska: På tro og love) är en dansk komedifilm från 1955 i regi av Torben Anton Svendsen. I huvudrollerna ses Astrid Villaume och Poul Reichhardt.

## Rollista i urval
- Poul Reichhardt - Hans
- Astrid Villaume - Grete
- Helge Kjærulff-Schmidt - Georg
- Gunnar Lauring - chefen
- Helle Virkner - Vera Gimmer
- Lis Løwert - Solveig
- Ove Sprogøe - Henry
- Sigrid Horne-Rasmussen - fru Gimmer
- Louis Miehe-Renard - Frederiksen
- Einar Juhl - revisor
- Carl Johan Hviid - portiern
- Birgit Sadolin - telefonst
- Else Kornerup - kontorist
- Mogens Lind - speaker
- Edith Hermansen - klinikassistent